# Cobalto-60

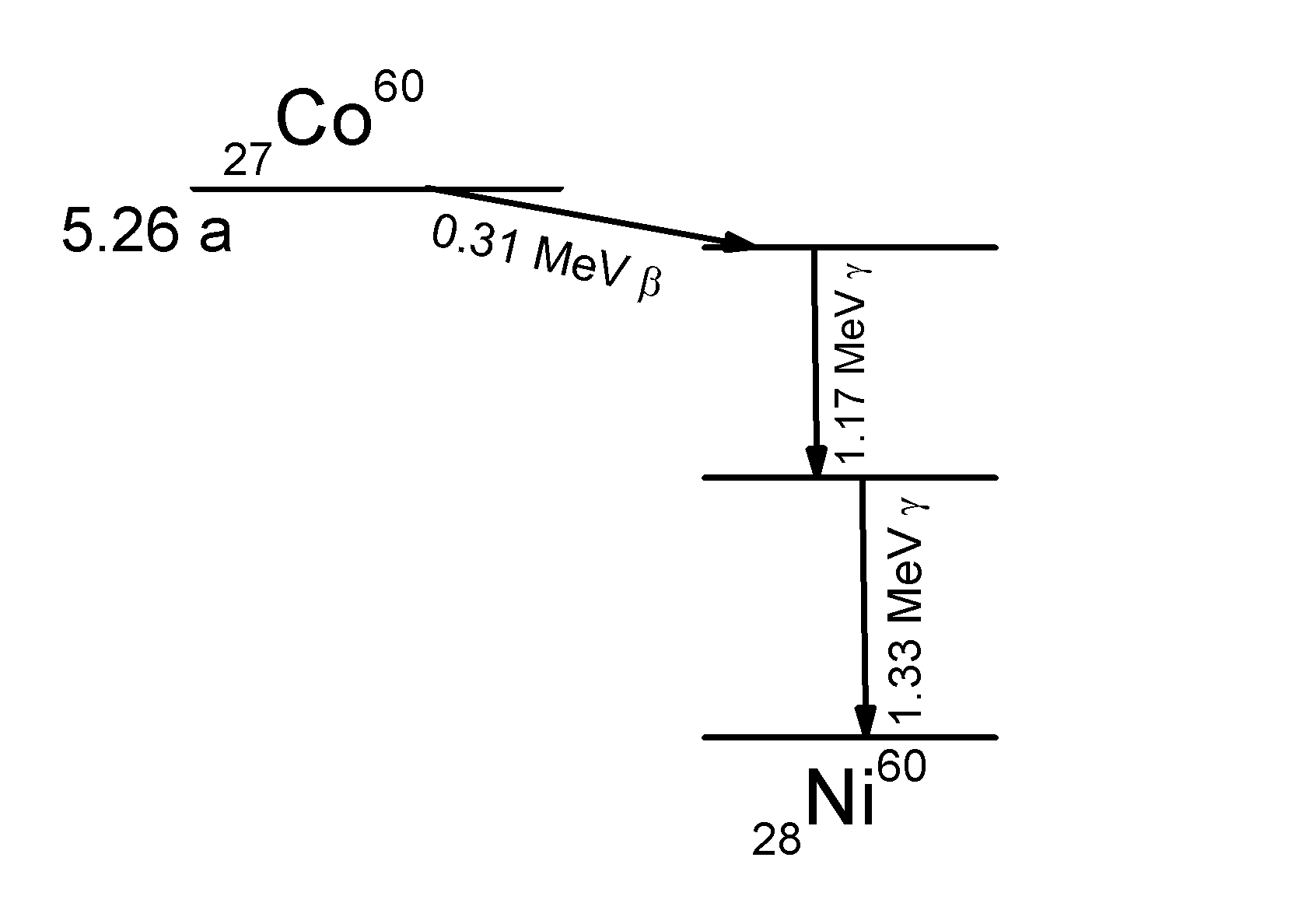
Esquema de desintegración del ^{60}Co.

El Cobalto-60 (60Co) es un isótopo radiactivo sintético del cobalto, con un periodo de semidesintegración de 5.271 años. 60Co decae por desintegración beta al isótopo estable níquel-60 (60Ni). En el proceso de desintegración, 60Co emite un electrón con una energía de 315 keV y luego el núcleo activado de 60Ni emite dos rayos gamma con energías de 1,17 y 1,33 MeV, respectivamente. La ecuación de la captura neutrónica y desintegración es la siguiente:
59
27Co + n → 60
27Co → 60
28Ni + e− + ν
e + rayos gamma.

## Actividad
La actividad de un gramo 60Co es de 44 TBq (aproximadamente 1100 curies). Así, por ejemplo, una cantidad de 60 µg de 60Co genera una dosis de 1 mSv en el intervalo de una hora a 1 metro de distancia. La ingesta de 60Co hace que se alcance la misma dosis en pocos segundos. 
Las altas energías de los rayos gamma  implican una diferencia de masa entre el 60Ni y el 60Co de 0,003 u. Esto equivale a 20 Vatios por gramo, aproximadamente 30 veces superior a la del 238Pu.
Una dosis de cuerpo entero de aproximadamente 3 a 4 Sv mata al 50 % de una población en días o semanas, y puede acumularse en pocos minutos de exposición a 1 g de 60Co.

## Aplicaciones
La energía de las β es baja y poco penetrante lo que hace sencillo su blindaje; sin embargo los rayos gamma emitidos tienen energías alrededor de los 1,3 MeV y son altamente penetrantes.
Las principales aplicaciones del 60Co son: 
- Elemento traza de cobalto en reacciones químicas.
- Esterilización de equipo médico.
- Fuente de radiación para radioterapia médica en las unidades de cobalto.
- Fuente de radiación para radiografía industrial.
- Fuente de radiación para nivelar artefactos y nivelar espesores.
- Fuente de radiación para irradiación de alimentos.
- Fuente de radiación para uso de laboratorio.

Esta creación 60Co es una importante etapa en la nucleosíntesis. Sin la etapa 60Co, no se podrían formar los elementos N° 27 a 83 en supernovas. El 60Co artificial se crea bombardeando un blanco de 59Co con una fuente de neutrones lentos, normalmente 252Cf moderados con agua para desacelerar los neutrones, o en un reactor nuclear como el CANDU, donde barras de acero se reemplazan por Co-59. 60Co es también un activo isótopo en la bomba de cobalto.
Después de entrar al organismo, gran cantidad del 60Co se excreta en las heces. Una pequeña cantidad se absorbe por el hígado, riñones, y huesos, donde una prolongada exposición a la radiación gamma puede causar cáncer.
La mezcla accidental de una fuente radiactiva con cobalto puede formar acero radiactivo. Un ejemplo fue el accidente de radiación en Ciudad Juárez el 6 de diciembre de 1983, donde una fuente descargada (para uso médico) de 60Co causó contaminación de 5.000 Tn de acero con el que se produjo cerca de seis mil toneladas de varilla contaminada, que se repartieron en 15 estados de México y otras ciudades de Estados Unidos. Se estima que cuatro mil personas fueron expuestas a la radiación como consecuencia de este incidente.